# 蕪蔞県
蕪蔞県（ぶろう-けん）は中華人民共和国河北省にかつて存在した県。現在の衡水市武強県北東部に相当する。
596年（開皇16年）、隋朝により設置された。627年（貞観元年）、唐朝により廃止された。